# Hartwell Jordan
Hartwell Jordan (Oakland, 8 de diciembre de 1961) es un deportista estadounidense que compitió en vela en la clase Soling. Ganó una medalla de oro en el Campeonato Mundial de Soling de 2000.

## Palmarés internacional
| \| Campeonato Mundial \| Campeonato Mundial \| Campeonato Mundial \| Campeonato Mundial \| \| Año \| Lugar \| Medalla \| Clase \| \| ------------------ \| ------------------ \| ------------------ \| ------------------ \| \| 2000 \| Murcia (España) \| Medalla de oro \| Soling \| |                 |                |        |
| Campeonato Mundial |                 |                |        |
| Año | Lugar           | Medalla        | Clase  |
| 2000 | Murcia (España) | Medalla de oro | Soling |